# Давид Бронщайн
Давид Йонович Бронщайн (Дави́д Ио́нович Бронште́йн) е съветски (последователно украински, руски, беларуски) шахматист, гросмайстор (1950) и съдия по шахматна композиция. Финалист е в мач за шахматната корона и световен вицешампион (1951).
Двукратен шампион на СССР – 1948 (разделя първо място с Александър Котов) и 1949 (разделя първо място с Василий Смислов). Шесткратен шампион на Москва (1946, 1953, 1957, 1961, 1968 (с Тигран Петросян), 1982 (с Нухим Рашковски). Победител в междузоналните турнири в Салтшьобаден (1948) и Гьотеборг (1955). По оценка на експертите, Бронщайн е един от най-великите и оригинални шахматни играчи на всички времена. По мнение на Виктор Корчной, именно Бронщайн най-дълбоко от всички свои съвременници разбира шахмата.

## Биография
Давид Бронщайн е роден на (19 февруари 1924 г. в Била Церква (Бяла Църква – бълг., Белая Церковь – рус.), Киевска област, Украйна, в еврейско семейство. Детските си години прекарва в Киев. Възпитаник е на шахматната школа на Киевския дворец на пионерите и ученик на Александър Маркович Константинополски.
Бащата на Давид Бронщайн е арестуван през 1937 г. като „народен враг“. Давид мечтаел да стане математик, но пътят към университета бил затворен за него. Спасявайки се от нашествието на фашистите, се оказва в Кавказ, после често говори, че го е преследвала съдбата на скитник.
Шахматът, който възприемал като сфера на изкуството, става главно дело в живота на Бронщайн. Участник е в мача за титлата „световен шампион“ през 1951 г. в Москва. Това е първият мач, в който Михаил Ботвиник защитава своята титла. Мачът завършва наравно (12:12), и шампионът остава на трона.

Бронщайн внася значителен принос в теорията на дебютите (Царски гамбит и откритите дебюти, Староиндийска защита, Френска защита, Защита Каро-Кан, Холандска защита и др). Творчеството на Бронщайн е оказвало и продължава да оказва влияние на всички шахматисти, които подхождат към играта както към импровизация, творчески процес с непредвиден по-рано резултат. Да достигне по-високи спортни резултати (особено в борбата за световно първенство) на Бронщайн е пречело отсъствието на специфична „шампионска злоба“, а също прекомерната преоценка на възможностите на съперника (зад който Бронщайн нерядко виждал такива възможности, за които съперникът, особено отстъпващ по класа, даже не е подозирал).
Бронщайн е един от тези, които способстват за реформация на временния контрол в шахмата. От неговата лека ръка започват съревнования по бърз шахмат. Бронщайн е измислил идеята за двубой, при който гросмайсторите едновременно играят един с друг няколко партии (и спечелва такъв сеанс с гросмайстора Евгений Васюков). Бронщайн развива и обогатява идеята за хронометраж на партиите, предложена първо от Бениамин Блюменфелд.
Свободно разговарял на няколко европейски езика.
Бронщайн е написал най-популярните книги за шахмата. Той е автор на настолната книга на шахматистите за всички времена и възрасти „Международен турнир на гросмайсторите“ (за турнира на претендентите в Цюрих, 1953). Автор е и на други книги, без които е трудно да си представим шахматното образование на класния шахматист: „200 открити партии“, „Самоучител на шахматната игра“. Появилият се труд „Давид против Голиат“ (в съавторство със С. Воронков) е забележително творение за борбата на човешкия гений (в лицето на Бронщайн) против компютърните програми. За творчеството на Бронщайн е написана прекрасната книга на Б. Вайнщайн „Импровизация в шахматното изкуство“.

## Личен живот
Бронщайн е бил женен три пъти. Първата му жена се наричала Марина. След смъртта на втората си жена 59-годишният Бронщайн през 1983 г. се жени за дъщерята на своя шахматен приятел, гросмайстор Исак Ефремович Болеславски Татяна, която е била по-млада от него с 22 години и с която той се запознава още през 1964 г., а за пръв път я видял, когато тя била едва на три години. Този брак продължава 23 години. Татяна Исаковна Болеславская завършва Минската консерватория – изкуствовед, доцент в Беларуския държавен университет. През 1990-те години Бронщайн получава в Русия пенсия и идва да живее при жена си в Минск.

Изцяло погълнат от шахматното творчество, по отзиви на съвременниците, в бита Бронщайн е бил рядко непрактичен човек. Колегите-шахматисти казват, че Бронщайн купувал подаръци на такъв принцип: вещта трябва да бъде скъпа, безполезна в бита и неудобна за транспортиране. В неговото двустайно жилище в Арбат винаги е царял безпорядък. По спомени на последната му жена Татяна Исаковна, двете стаи били затрупани с книги, стари списания, изрезки от вестници, купчини с някакви документи. Когато Давид Йонович е бил сам, той нищо не си готвел – пиел само чай. Известна е, впрочем, рецепта за супа „от Бронщайн“, описана в неговата книга. Всичко, което имал у дома – банани, краставици, пипер, той смесвал в един съд и го варил. И неочаквано се получавало вкусно.
През последните години от живота си Бронщайн, по думите на жена си, вече нищо не правел – не искал, към всичко изгубил интерес. Немного привличат неговото внимание събитията от „оранжевата“ революция в Киев, която той наблюдавал по телевизията и случайно видял дома, в който преминало неговото детство. Бронщайн ходел вече трудно, лошо виждал, развил глаукома. Обаче гросмайсторът принципно не се лекувал и не приемал лекарства.
Умира на 5 декември 2006 г. в Минск от инсулт. Получил удар, „Бърза помощ“ го закарала в болницата. Лекарите констатирали обширен кровоизлив в мозъка. И макар че Бронщайн се намирал в съзнание и даже можел да говори, 82-годишнният гросмайстор вече не смогнал да се пребори с болестта. Преди края си той често повтарял: „Аз ще умра, и с мен ще умре цял пласт от шахматната култура“.
Погребан е в Чижовското гробище в Минск.

## Основни спортни резултати
| Година    | Турнир                                                                 | Резултат  | Място   |
| --------- | ---------------------------------------------------------------------- | --------- | ------- |
| 1940      | Шампионат на Украйна                                                   |           | 2       |
| 1944      | 13-и шампионат на СССР                                                 | 6½ от 16  | 15      |
| 1945      | 14-и шампионат на СССР                                                 | 10 от 17  | 3       |
|           | Радиомач по шахмат СССР – САЩ (10 дъска)                               | 2 от 2    |         |
| 1946      | Шампионат на Москва                                                    | 11½ от 15 | 1       |
|           | Радиомач по шахмат СССР – Великобритания (7 дъска)                     | 1 от 2    |         |
|           | Мач-турнир Москва – Прага                                              | 10½ от 12 |         |
| 1947      | Шампионат на Москва                                                    | 9 от 14   | 1 – 3   |
|           | 15-и шампионат на СССР                                                 | 11 от 19  | 6       |
| 1948      | Междузонален турнир 1948                                               | 13½ от 19 | 1       |
| 1948      | 16-и шампионат на СССР                                                 | 12 от 18  | 1 – 2   |
| 1949      | 17-и шампионат на СССР                                                 | 13 от 19  | 1 – 2   |
| 1950      | Турнир на претендентите                                                | 12 от 18  | 1 – 2   |
|           | Мач с Исак Болеславски                                                 | 7½:6½     |         |
| 1951      | Мач за званието „Световен шампион“ по шахмат 1951 г. с Михаил Ботвиник | 12:12     |         |
|           | 19-и шампионат на СССР                                                 | 9½ от 17  | 6 – 8   |
| 1952      | 20-и шампионат на СССР                                                 | 10½ от 19 | 7 – 9   |
| 1953      | Турнир на претендентите                                                | 16 от 28  | 2 – 4   |
|           | Шампионат на Москва                                                    | 12½ от 15 | 1       |
| 1953 – 54 | Хейстингс                                                              | 6½ от 9   | 1 – 2   |
| 1954      | Белград                                                                | 13½ от 19 | 1       |
| 1955      | Междузонален турнир 1955                                               | 15 от 20  | 1       |
| 1956      | Турнир на претендентите                                                | 9½ от 18  | 3 – 7   |
| 1957      | 24-ти шампионат на СССР                                                | 13½ от 21 | 2 – 3   |
|           | Шампионат на Москва                                                    | 10½ от 12 | 1       |
|           | Гота                                                                   |           | 1       |
| 1958      | 25-и шампионат на СССР                                                 | 11½ от 18 | 3       |
|           | Междузонален турнир 1958                                               | 11½ от 20 | 7 – 11  |
| 1959      | 26-и шампионат на СССР                                                 | 9 от 19   | 12 – 13 |
|           | Москва                                                                 | 7 от 11   | 1 – 3   |
|           | Шампионат на Москва                                                    | 10 от 15  | 3       |
| 1960      | 27-и шампионат на СССР                                                 | 9 от 19   | 12 – 13 |
| 1960      | Мар дел Плата                                                          | 11½ от 15 | 3       |
| 1961      | 28-и шампионат СССР                                                    | 9 от 19   | 12 – 13 |
|           | Мемориал Мароци (Будапеща)                                             | 9½ от 15  | 2 – 3   |
|           | Шампионат на Москва                                                    | 11½ от 17 | 1 – 2   |
|           | Мач с Леонид Александрович Шамкович на първенство на Москва            | 3½:2½     |         |
|           | 29-и шампионат на СССР (ноември – декември 1961)                       | 12½ от 20 | 3       |
| 1962      | Москва                                                                 | 9 от 15   | 3 – 6   |
| 1963      | Бевервейк                                                              | 11½ от 17 | 2       |
|           | Мишколц                                                                |           | 2       |
|           | 31-ви шампионат на СССР                                                | 11½ от 19 | 4 – 6   |
| 1964      | Междузонален турнир                                                    | 16 от 23  | 6       |
| 1964 – 65 | 32-ри шампионат на СССР                                                | 13 от 19  | 2       |
| 1965      | 33-ти шампионат на СССР                                                | 9½ от 19  | 9       |
| 1966      | Мемориал Асталоша (Сомбатхей)                                          | 11½ от 15 | 1 – 2   |
| 1966 – 67 | 34-ти шампионат на СССР                                                | 10½ от 20 | 8 – 9   |
| 1968      | Шампионат на Москва                                                    | 10½ от 15 | 1 – 2   |
|           | Амстердам                                                              |           | 2       |
|           | Мемориал Ласкер (Берлин)                                               |           | 1 – 2   |
| 1971      | Сараево                                                                | 9 от 15   | 1 – 3   |
|           | 39-и шампионат на СССР                                                 | 11½ от 21 | 7 – 8   |
|           | Мемориал Алехин (Москва)                                               | 9 от 17   | 8 – 10  |
| 1972      | 40-и шампионат на СССР                                                 | 9½ от 21  | 13 – 16 |
| 1973      | Междузонален турнир (Петрополис)                                       | 10½ от 17 | 6       |
| 1974      | Сан Хосе                                                               |           | 1       |
| 1975      | 43-ти шампионат на СССР                                                | 7½ от 15  | 9 – 10  |
| 1975 – 76 | Хейстингс                                                              | 10 от 15  | 1 – 3   |
| 1976      | Сандомеж                                                               |           | 1       |
| 1977      | Будапеща                                                               | 11 от 16  | 1       |
| 1978      | Юрмала                                                                 | 10 от 15  | 1       |
| 1982      | Шампионат на Москва                                                    | 11½ от 17 | 1 – 2   |
|           | Панчево                                                                |           | 2 – 4   |

## Книги
- Международный турнир гроссмейстеров: Комментарии к партиям турнира претендентов на матч с чемпионом мира. Нейгаузен – Цюрих, 29 августа – 24 октября 1953 г. – Москва: Физкультура и спорт, 1956. – 436 с (2-е изд. 1960; 3-е изд. 1983)
- 200 открытых партий. – Москва: Физкультура и спорт, 1970. 248 с.
- Прекрасный и яростный мир: (Субъективные заметки о современных шахматах). – Москва: Знание, 1977. – 112 с, 8 л. ил. В соавторстве с Г. Л. Смоляном. (Доп. тираж 1978)
- Самоучитель шахматной игры. – Москва: Физкультура и спорт, 1980. – 248 с (2-е изд. 1987)
- Ученик чародея. – Москва: Рипол Классик, 2004. – 415 с, [8] л. ил. (Искусство шахмат). ISBN 5-7905-2667-5. В соавторстве с Т. Фюрстенбергом.